# Йоксолово
Йоксолово (рос. Ёксолово) — присілок у Всеволожському районі Ленінградської області Російської Федерації.
Населення становить 73 особи. Належить до муніципального утворення Колтушське сільське поселення.

## Історія
Від 1 серпня 1927 року належить до Ленінградської області.

## Населення
| 2007 | 2010 | 2017 |
| ---- | ---- | ---- |
| 53   | ↗92  | ↘73  |